# Anna Szymańczyk
Anna Szymańczyk (ur. 20 czerwca 1987 w Olsztynie) – polska aktorka.

## Życiorys
W 2010 roku ukończyła studia na Akademii Teatralnej w Warszawie. Zadebiutowała rolą Pani Zero w spektaklu Maszyna do liczenia w warszawskim Teatrze 6. Piętro. Otrzymała nagrodę specjalną na XVIII Festiwalu Szkół Teatralnych w Łodzi. Współpracuje z krakowskim Teatrem Stu i Teatrem Dramatycznym w Warszawie.

## Filmografia
| Rok       | Tytuł                      | Rola                                   | Uwagi       |
| --------- | -------------------------- | -------------------------------------- | ----------- |
| 2009      | Synowie                    | dziewczyna                             | odc. 12     |
| 2009      | Przystań                   | Daga                                   |             |
| 2011      | Listy do M.                | ekspedientka                           |             |
| 2011      | Instynkt                   | kelnerka w zajeździe                   | odc. 2      |
| 2011–2015 | Pierwsza miłość            | Dagmara Maciejewska                    |             |
| 2012      | Świat według Kiepskich     | dziewczyna                             | odc. 405    |
| 2012      | Anna German                | Katarzyna Gärtner                      | odc. 5      |
| 2014      | Na krawędzi 2              | Karolina Stachyra                      | odc. 10     |
| 2016–2018 | Na Wspólnej                | Aneta Wójcik                           |             |
| 2017      | Niania w wielkim mieście   | niania w agencji „Nianie na zawołanie” | odc. 5, 9   |
| 2017      | Komisarz Alex              | Sonia Kalinowska                       | odc. 114    |
| 2017      | Kochanka Szamoty           | sekretarka Hoffmana                    |             |
| 2018–2020 | O mnie się nie martw       | Kaśka Popławska                        |             |
| 2018      | Na dobre i na złe          | Iga, córka Niny Ostrowskiej            | odc. 718    |
| 2018      | Miłość jest wszystkim      | Sylwia „Rzepicha”, siostra Stefana     |             |
| 2018      | Kler                       | Mrozowska                              |             |
| 2019      | Ojciec Mateusz             | Magda Koniec                           | odc. 285    |
| 2019      | Gabinet numer 5            | pielęgniarka Ania Występek             |             |
| 2020      | Święty                     | Sara                                   |             |
| 2020      | Szadź                      | Olga                                   | odc. 6, 7   |
| 2021      | Kontrakt                   | Konstancja                             |             |
| 2021      | Bo we mnie jest seks       | kobieta z kolejki                      |             |
| 2021      | Wesele                     | Ruta, sekretarka Wilka                 |             |
| 2021      | Backdoor. Wyjście awaryjne |                                        |             |
| 2022      | Domek na szczęście         | Basia, córka sołtysa                   |             |
| 2022      | Stulecie Winnych           | Jola                                   | odc. 50, 52 |
| 2022      | Nie cudzołóż i nie kradnij | barmanka Justyna                       |             |
| 2023      | Znachor                    | Zośka                                  |             |
| 2023      | Camera Café. Nowe parzenie | Fretka                                 |             |
| od 2024   | Na dobre i na złe          | Iga Kaczorowska                        |             |
| 2024      | Nic na siłę                | Oliwia Madej                           |             |
| 2024      | Lady Love                  | Lucyna Liss-Baron „Lucy Love”          |             |
| 2025      | Piep*zyć Mickiewicza 2     | mama „Korka”                           |             |
| 2025      | Dom dobry sen zły          | sierżant Madecka                       |             |

### Dubbing
- 2009: Harry Potter i Książę Półkrwi
- 2011: Nie ma to jak bliźniaki: Film
- 2011: Przygoda w Paryżu
- 2011: 1920 Bitwa warszawska
- 2012: Piraci!
- 2014: Cloud 9
- 2014: Dzwoneczek i bestia z Nibylandii – Strzała
- 2021: Nasze magiczne Encanto – Luisa Madrigal[4]
- 2021: Valorant – Astra